# حليب الذئب
حليب الذئب}، واسمه العلمي Lycogala epidendrum هو عبارة عن عفن غروي ينمو على الأخشاب الرطبة العفنة.

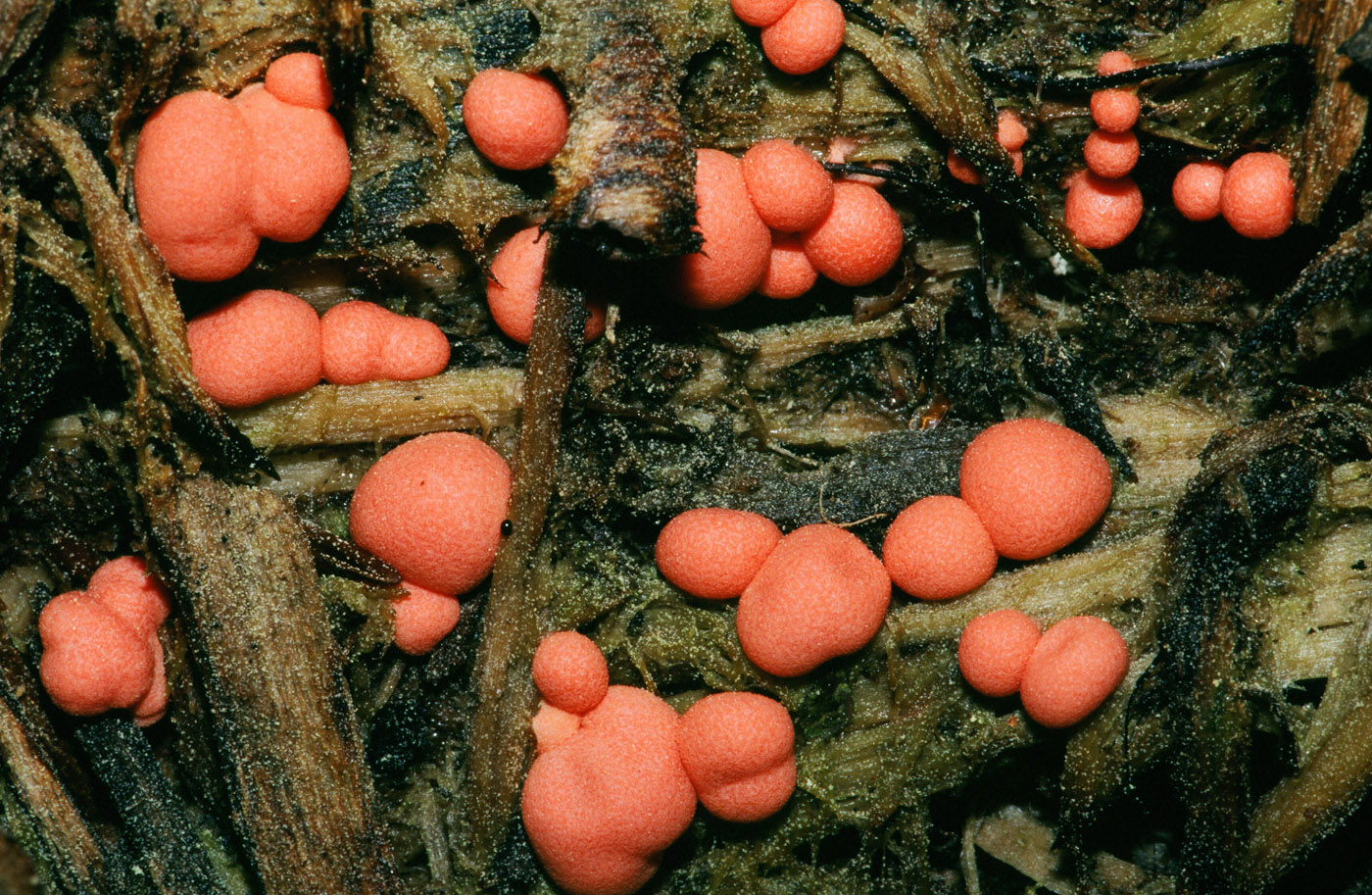
Aethalia on decaying wood